# Landnámabók

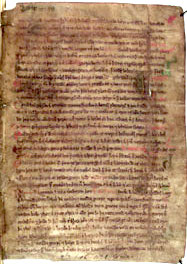
A Landnámabók kéziratának egy oldala az Árni Magnússonról elnevezett levéltárban, Reykjavíkban

A Landnámabók (kiejtése kb.: lantnaumaˌpouk, magyarul „A honfoglalás könyve”, gyakran Landnáma-nak rövidítve) az izlandi honfoglalás koráról szóló középkori izlandi kézirat. Ez a munka Izland történetének kutatása szempontjából természetesen rendkívül értékes forrás. A könyv tartalmazza a betelepülők – nagyrészt norvégiai eredetű vikingek – genealógiai adatait, az általuk birtokba vett területek határait és sok más értékes tényt és megfigyelést. Szerzői és később másolói, átdolgozói azonban történeti tudatossággal, saját szempontjaikból írták a művet, illetve annak változatait, és ezt a forráselemzés során figyelembe kell venni.
A sagáktól eltérően azonban, amelyek egyébként tényeikben gyakran a Landnámabókra támaszkodtak, a könyv célja elsősorban a történelmi adatok rögzítése volt, nem pedig a szórakoztatás.

## Szerkezete
A könyv öt részre és több mint száz fejezetre oszlik. Az első rész Izland megtalálását írja le, és szól a legkorábbi telepesekről. Később azonban a könyv az időrendet elhagyva az ország területének akkori felosztása, az országnegyedek és az óramutató járása szerint haladva, nyugatról kezdve és délen fejezve be veszi számba a letelepülőket. Több mint 3000 személyt és 1400 települést (tanyát) említ a munka.
Minden telepes esetében közöl egy rövid genealógiát és gyakran szerepeltet anekdota-szerű történeteket is az egyes családokról, ősökről és leszármazottaikról. Az eredeti telepesek sorában a Landnámabók 435 férfit sorol fel, legtöbbjüket Izland északi és délnyugati partjai közeléből. 
A Landnámabók eredeti verziója nem maradt fenn. Feltételezik, hogy az a 11. században keletkezett és szerzője vagy legalább egyik társszerzője Ari Þorgilsson (1068–1148) volt.

## Fennmaradt változatok
A Landnámabók öt középkori verzióban maradt fenn. 
- A legkorábbi változat, a Sturlubók Sturla Þórðarson (1214–1284) műve, valószínűleg 1275 és 1280 között keletkezett, és az egyetlen teljes példány.
- A második a Hauksbók, Haukr Erlendsson († 1331) állította össze 1306 és 1308 között, de nem maradt fenn az egésze.
- A harmadik a Melabók, ami valószínűleg a melari illetőségű Snorri Markússon (1313) nevéhez fűződik. Csak töredékeiben marad meg, de valószínűleg ezek a töredékek állnak a legközelebb az eredeti szöveghez.
- A Melabók részei találhatók meg a Þórður Jónsson (Hítardalur) teológus által készített Þórðarbók című könyvben, a Landnámabók 17. századi kiadásában.
- A Skarðsárbók 1636-ban készült, Björn Jónsson állította össze, aki munkájához a Sturlubók és a Hauksbók korábbi kiadásait használta fel.

A Hauksbók epilógusában annak szerzője, Haukr további régi változatokat is felsorol, amelyek azonban nem maradtak fenn. Azt is leírja, hogy az ős-Landnámabókot Ari Þorgilsson és Kolskeggr Asbjarnarson készítette 1100 körül. Egy elveszett, Styrmisbók-nak nevezett változatról leírja, hogy azt Styrmir Kárason († 1245) alkotta 1220 körül, és az közeli rokonságban áll a Melabók-kal.
A kézirat egy példánya megtalálható az Izlandi Tanulmányok Árni Magnússon Intézetében.

## Fordítás
- Ez a szócikk részben vagy egészben a Landnámabók című német Wikipédia-szócikk ezen változatának fordításán alapul.  Az eredeti cikk szerkesztőit annak laptörténete sorolja fel. Ez a jelzés csupán a megfogalmazás eredetét és a szerzői jogokat jelzi, nem szolgál a cikkben szereplő információk forrásmegjelöléseként.